# El Rajolí
El Rajolí és una petita cala de l'illa de Mallorca, ubicada a la urbanització de la Costa dels Pins al terme municipal de Son Servera.